# Macrochiridothea estuariae
Macrochiridothea estuariae is een pissebed uit de familie Chaetiliidae. De wetenschappelijke naam van de soort is voor het eerst geldig gepubliceerd in 2009 door Poore, Ramirez & Schiariti.